# Élections législatives de 2007 dans le Cher
Les élections législatives françaises de 2007 se déroulent les 10 et 17 juin. Dans le département du Cher, trois députés sont à élire dans le cadre de trois circonscriptions.

## Élus
| Circonscription | Député sortant       | Parti | Parti | Député élu ou réélu  | Parti | Parti |
| --------------- | -------------------- | ----- | ----- | -------------------- | ----- | ----- |
| 1re             | Yves Fromion         |       | UMP   | Yves Fromion         |       | UMP   |
| 2e              | Jean-Claude Sandrier |       | PCF   | Jean-Claude Sandrier |       | PCF   |
| 3e              | Louis Cosyns         |       | UMP   | Louis Cosyns         |       | UMP   |

## Résultats

### Résultats à l'échelle du département
| Parti                                    | Parti                                 | Premier tour | Premier tour | Second tour | Second tour | Sièges |
| Parti                                    | Parti                                 | Voix         | %            | Voix        | %           | Sièges |
| ---------------------------------------- | ------------------------------------- | ------------ | ------------ | ----------- | ----------- | ------ |
|                                          | Union pour un mouvement populaire     | 56 140       | 40,95        | 68 356      | 50,05       | 2      |
|                                          | Mouvement pour la France              | 1 892        | 1,38         |             |             | 0      |
|                                          | Majorité présidentielle               | 58 032       | 42,33        | 68 356      | 50,05       | 2      |
|                                          |                                       |              |              |             |             |        |
|                                          | Parti socialiste                      | 32 571       | 23,76        | 44 894      | 32,87       | 0      |
|                                          | Parti communiste français             | 14 946       | 10,90        | 23 318      | 17,07       | 1      |
|                                          | Les Verts                             | 3 381        | 2,47         |             |             | 0      |
|                                          | Mouvement républicain et citoyen      | 1 628        | 1,19         | 0           |             |        |
|                                          | Gauche parlementaire                  | 52 526       | 38,31        | 68 212      | 49,95       | 1      |
|                                          |                                       |              |              |             |             |        |
|                                          | UDF–Mouvement démocrate               | 10 906       | 7,95         |             |             | 0      |
|                                          | Front national                        | 6 969        | 5,08         | 0           |             |        |
|                                          | Extrême gauche dont LCR et LO et SÉGA | 5 465        | 3,99         | 0           |             |        |
|                                          | Chasse, pêche, nature et traditions   | 2 210        | 1,61         | 0           |             |        |
|                                          | Divers                                | 549          | 0,40         | 0           |             |        |
|                                          | Divers écologiste                     | 249          | 0,18         | 0           |             |        |
|                                          | Mouvement national républicain        | 199          | 0,15         | 0           |             |        |
|                                          |                                       |              |              |             |             |        |
| Inscrits                                 | Inscrits                              | 232 636      | 100,00       | 232 623     | 100,00      | 3      |
| Abstentions                              | Abstentions                           | 92 394       | 39,72        | 91 095      | 39,16       |        |
| Votants                                  | Votants                               | 140 242      | 60,28        | 141 528     | 60,84       |        |
| Blancs et nuls                           | Blancs et nuls                        | 3 137        | 2,24         | 4 960       | 3,5         |        |
| Exprimés                                 | Exprimés                              | 137 105      | 97,76        | 136 568     | 96,5        |        |
| Source : Ministère de l'Intérieur - Cher |                                       |              |              |             |             |        |

### Résultats par circonscription

#### Première circonscription (Bourges - Aubigny-sur-Nère)
| Candidat       | Candidat                   | Parti          | Premier tour | Premier tour | Second tour | Second tour |  |
| Candidat       | Candidat                   | Parti          | Voix         | %            | Voix        | %           |  |
| -------------- | -------------------------- | -------------- | ------------ | ------------ | ----------- | ----------- |  |
|                | Yves Fromion sortant réélu | UMP            | 20 505       | 46,35        | 24 193      | 55,92       |  |
|                | Irène Félix                | PS             | 10 921       | 24,69        | 19 070      | 44,08       |  |
|                | Alain Tanton               | UDF–MoDem      | 3 604        | 8,15         |             |             |  |
|                | Yannick Bedin              | PCF            | 2 335        | 5,28         |             |             |  |
|                | Jean d'Ogny                | FN             | 2 187        | 4,94         |             |             |  |
|                | Roger Ledoux               | Les Verts      | 1 411        | 3,19         |             |             |  |
|                | Jérôme Castaing            | LCR            | 861          | 1,95         |             |             |  |
|                | Jean-Marc Foltier          | CPNT           | 663          | 1,5          |             |             |  |
|                | Sylvie Cerveau             | LO             | 606          | 1,37         |             |             |  |
|                | Catherine Mallié           | MPF            | 431          | 0,97         |             |             |  |
|                | Françoise Maréchal         | Divers         | 282          | 0,64         |             |             |  |
|                | Odile Tissot               | MRC            | 225          | 0,51         |             |             |  |
|                | Marinette Dosne            | MNR            | 199          | 0,45         |             |             |  |
|                | Josette Eydoux             | NPA            | 9            | 0,02         |             |             |  |
|                |                            |                |              |              |             |             |  |
| Inscrits       | Inscrits                   | Inscrits       | 75 006       | 100,00       | 75 002      | 100,00      |  |
| Abstentions    | Abstentions                | Abstentions    | 29 836       | 39,78        | 30 385      | 40,51       |  |
| Votants        | Votants                    | Votants        | 45 170       | 60,22        | 44 617      | 59,49       |  |
| Blancs et nuls | Blancs et nuls             | Blancs et nuls | 931          | 2,06         | 1 354       | 3,03        |  |
| Exprimés       | Exprimés                   | Exprimés       | 44 239       | 97,94        | 43 263      | 96,97       |  |

#### Deuxième  circonscription (Vierzon)
| Candidat       | Candidat                           | Parti          | Premier tour | Premier tour | Second tour | Second tour |  |
| Candidat       | Candidat                           | Parti          | Voix         | %            | Voix        | %           |  |
| -------------- | ---------------------------------- | -------------- | ------------ | ------------ | ----------- | ----------- |  |
|                | Franck Thomas-Richard              | UMP            | 13 929       | 34,46        | 17 324      | 42,63       |  |
|                | Jean-Claude Sandrier sortant réélu | PCF            | 12 611       | 31,2         | 23 318      | 57,37       |  |
|                | Marie-Hélène Bodin                 | PS             | 5 361        | 13,26        |             |             |  |
|                | Nadia Essayan                      | UDF–MoDem      | 2 809        | 6,95         |             |             |  |
|                | Françoise Merlin                   | FN             | 2 012        | 4,98         |             |             |  |
|                | Bérengère Esnault                  | Les Verts      | 878          | 2,17         |             |             |  |
|                | Charlie Couverture                 | LCR            | 692          | 1,71         |             |             |  |
|                | Sylvie Cormier                     | CPNT           | 692          | 1,71         |             |             |  |
|                | Gabrielle Dubus                    | MPF            | 650          | 1,61         |             |             |  |
|                | Régis Robin                        | LO             | 525          | 1,3          |             |             |  |
|                | Louis Léon                         | Divers         | 267          | 0,66         |             |             |  |
|                |                                    |                |              |              |             |             |  |
| Inscrits       | Inscrits                           | Inscrits       | 70 167       | 100,00       | 70 169      | 100,00      |  |
| Abstentions    | Abstentions                        | Abstentions    | 28 843       | 41,11        | 27 939      | 39,82       |  |
| Votants        | Votants                            | Votants        | 41 324       | 58,89        | 42 230      | 60,18       |  |
| Blancs et nuls | Blancs et nuls                     | Blancs et nuls | 898          | 2,17         | 1 588       | 3,76        |  |
| Exprimés       | Exprimés                           | Exprimés       | 40 426       | 97,83        | 40 642      | 96,24       |  |

#### Troisième circonscription (Saint-Amand-Montrond)
| Candidat       | Candidat                   | Parti             | Premier tour | Premier tour | Second tour | Second tour |  |
| Candidat       | Candidat                   | Parti             | Voix         | %            | Voix        | %           |  |
| -------------- | -------------------------- | ----------------- | ------------ | ------------ | ----------- | ----------- |  |
|                | Louis Cosyns sortant réélu | UMP               | 21 706       | 41,39        | 26 839      | 50,96       |  |
|                | Yann Galut                 | PS                | 16 289       | 31,06        | 25 824      | 49,04       |  |
|                | Michel Mrozek              | UDF–MoDem         | 4 493        | 8,57         |             |             |  |
|                | Sabine de Villeroche       | FN                | 2 770        | 5,28         |             |             |  |
|                | Éliane Pessel              | MRC               | 1 403        | 2,68         |             |             |  |
|                | Marie-Pierre Régnault      | LCR               | 1 215        | 2,32         |             |             |  |
|                | Joël Crotte                | Les Verts         | 1 092        | 2,08         |             |             |  |
|                | Guy Lemoine                | CPNT              | 855          | 1,63         |             |             |  |
|                | Colette Cordat             | LO                | 825          | 1,57         |             |             |  |
|                | Blanche de Ridder          | MPF               | 811          | 1,55         |             |             |  |
|                | Jean-Luc Julien            | SÉGA              | 732          | 1,4          |             |             |  |
|                | Hugues Toussaint           | Divers écologiste | 249          | 0,47         |             |             |  |
|                |                            |                   |              |              |             |             |  |
| Inscrits       | Inscrits                   | Inscrits          | 87 463       | 100,00       | 87 452      | 100,00      |  |
| Abstentions    | Abstentions                | Abstentions       | 33 715       | 38,55        | 32 771      | 37,47       |  |
| Votants        | Votants                    | Votants           | 53 748       | 61,45        | 54 681      | 62,53       |  |
| Blancs et nuls | Blancs et nuls             | Blancs et nuls    | 1 308        | 2,43         | 2 018       | 3,69        |  |
| Exprimés       | Exprimés                   | Exprimés          | 52 440       | 97,57        | 52 663      | 96,31       |  |